# Musashi (nave da battaglia)
La Musashi (武蔵?), dal nome dell'antica provincia giapponese di Musashi, fu una nave da battaglia della Marina imperiale giapponese, e fu la seconda e ultima nave della classe Yamato a essere completata come nave da battaglia. Assieme alla nave gemella, la Yamato, faceva parte della più grande, pesante e potente classe di navi da battaglia mai costruite.

## Storia del progetto
All'inizio degli anni trenta la Marina imperiale giapponese era vincolata ai trattati di Washington e di Londra che regolavano la quota di tonnellaggio per navi capitali delle cinque più grandi marine militari coeve. Queste restrizioni erano però mal tollerate dallo stato maggiore generale dell'arma che dal 1910, in caso di conflitto contro gli Stati Uniti e/o l'Impero britannico, riteneva di dover possedere una linea di battaglia forte di otto corazzate e otto incrociatori da battaglia. Sia gli accordi internazionali, sia le difficoltà economiche del primo dopoguerra posero fine a questo grandioso progetto e, pertanto, ufficiali e tecnici iniziarono a privilegiare una concezione qualitativa della marina – poche grandi navi, ma tecnologicamente avanzate e bene armate. Erano state perciò rimodernate (o stavano per iniziare il processo) le navi e gli incrociatori da battaglia già in servizio e, negli anni venti, era stata varata la classe Nagato.
Dopo l'occupazione della Manciuria nel 1931 e l'abbandono della Società delle Nazioni nel 1933, l'Impero giapponese annunciò nel dicembre 1934 che non riteneva più validi gli accordi per le limitazioni agli armamenti navali. Nell'autunno 1935 iniziò la progettazione di una classe di supercorazzate battezzata Yamato (大和?, lett. "grande armonia"/"isola montagna"),vecchia designazione della prefettura di Nara e uno degli antichi nomi del Giappone. La classe fu studiata in un momento particolare della storia navale, quando cioè l'aereo si stava affermando come importante strumento bellico ma la portaerei era quasi embrionale, le cui potenzialità non erano ancora né percepite, né immaginate. Lo stato maggiore generale inviò le seguenti specifiche:
- armamento su nove pezzi da 460 mm;
- corazzatura capace di resistere a proietti dello stesso calibro;
- protezione subacquea capace di resistere a siluri con testata di guerra da 300 chili;
- velocità massima 27 nodi;
- autonomia di 8 000 miglia (14 800 chilometri) a 18 nodi

Il dipartimento tecnico della Marina imperiale si trovò davanti una notevole sfida e produsse ben ventitré diversi progetti, cercando di far combaciare le caratteristiche volute; concordarono che ciò era possibile solo assumendo un tonnellaggio a vuoto superiore alle 60 000 tonnellate. Le cianografie definitive furono in ultimo accettate nel luglio 1936: mostravano una classe dal profilo elegante, esaltato dalla maestosa prua allungata e dalle linee filanti, reso imponente dal tipico albero a pagoda e dall'unico fumaiolo.

## Caratteristiche tecniche
La classe Yamato presentava una lunghezza fuori tutto di 263 metri, una larghezza massima di 38,92 metri e un pescaggio di 10,79 metri; il dislocamento a vuoto era pari a 63 312 tonnellate, la stazza a pieno carico a 71 112 tonnellate. L'impianto motore era formato da dodici caldaie Kampon, quattro turbine a ingranaggi a vapore Kampon, quattro alberi motore con elica: con una potenza di 150 000 shp sviluppava 27,5 nodi massimi e garantiva un'autonomia massima di 7 200 miglia a 16 nodi (13 334 chilometri a 30,4 chilometri orari). L'armamento era composto da nove cannoni da 460 mm da 45 calibri (L/45) in tre torri trinate, dodici cannoni Type 3 da 155 mm L/60 in quattro torri trinate, dodici cannoni Type 89 da 127 mm L/40 contraerei in sei impianti, ventiquattro cannoni Type 96 da 25 mm L/60 (otto installazioni trinate) e a quattro mitragliatrici pesanti Type 93 da 13,2 mm; erano infine disponibili sette idrovolanti. La corazzatura era importante: 410 mm alla cintura, ponte 200-230 mm, barbette da 550 mm (fronte) a 410 mm (fianchi), torrette da 660 mm a 240 mm. All'entrata in servizio l'equipaggio contava 2 300 uomini.

## Impiego operativo
Consegnata il 5 agosto 1942, si diresse all'arcipelago di Truk, dove divenne la nave ammiraglia dell'ammiraglio Isoroku Yamamoto. Dopo la sua morte avvenuta il 18 aprile 1943, la Musashi trasportò in Giappone le sue ceneri. Fece ritorno a Truk il 5 agosto 1943 e vi rimase fino al 10 febbraio 1944. La sua unica attività in questo periodo fu un'uscita verso le isole Marshall, durante la quale non incontrò alcuna forza nemica. Il 29 marzo 1944 fu colpita da un siluro del sommergibile USS Tunny e dovette ritornare in Giappone per delle riparazioni e delle modifiche al suo armamento antiaereo.
Durante la battaglia del Golfo di Leyte, assieme alla Yamato, fece parte della forza centrale del viceammiraglio Takeo Kurita. In questa battaglia il 24 ottobre 1944, venne attaccata nel Mare di Sibuyan da aerei delle navi americane: il primo contatto con gli aerei nemici avvenne alle 10:27, quando otto bombardieri SB2C Helldiver provenienti dalla USS Intrepid attaccarono la nave con bombe da 227 kg. Ondata dopo ondata, gli attacchi dalle navi USS Intrepid, USS Essex e USS Lexington centrarono la nave con 17 bombe e 20 siluri. La Musashi si rovesciò a sinistra e affondò alle 19:25 del 24 ottobre, portando con sé più di 1000 dei suoi 2399 membri dell'equipaggio, 1376 uomini vennero soccorsi dalle cacciatorpediniere Kiyoshimo e Shimakaze.
Il luogo dove giaceva il relitto della nave, affondata in acque profonde del Pacifico, rimase inesplorato finché nel marzo del 2015 il cofondatore di Microsoft Paul Allen ha annunciato di aver trovato, nei mari delle Filippine, il relitto della Musashi. L'avventuroso miliardario americano ha seguito la caccia al tesoro dal suo yacht di lusso, che funge anche da nave d'esplorazione, la M/Y Octopus, dalla quale è stato guidato il sottomarino teleguidato Octo ROV.

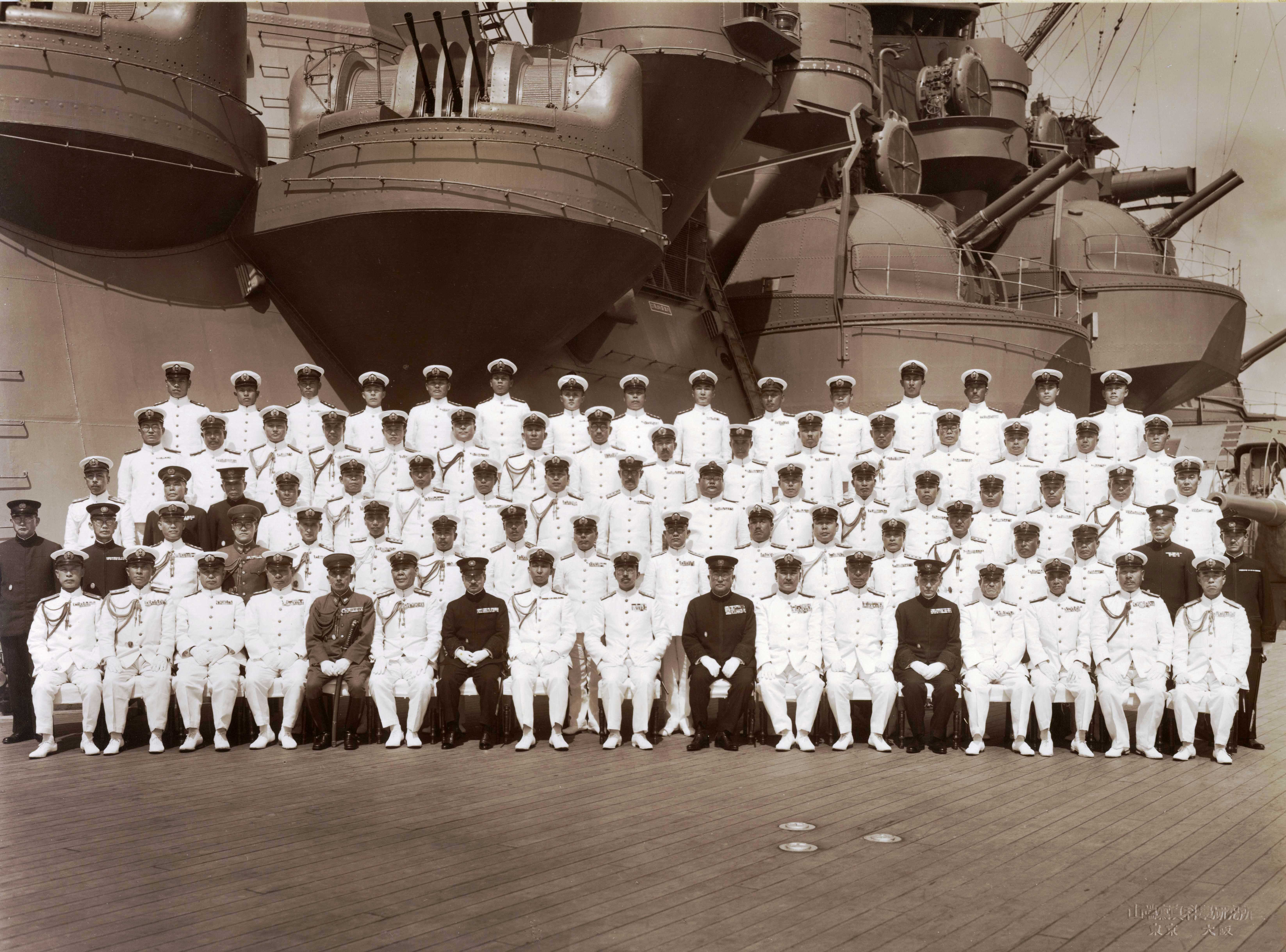
L'Imperatore Hirohito mentre visita la Musashi

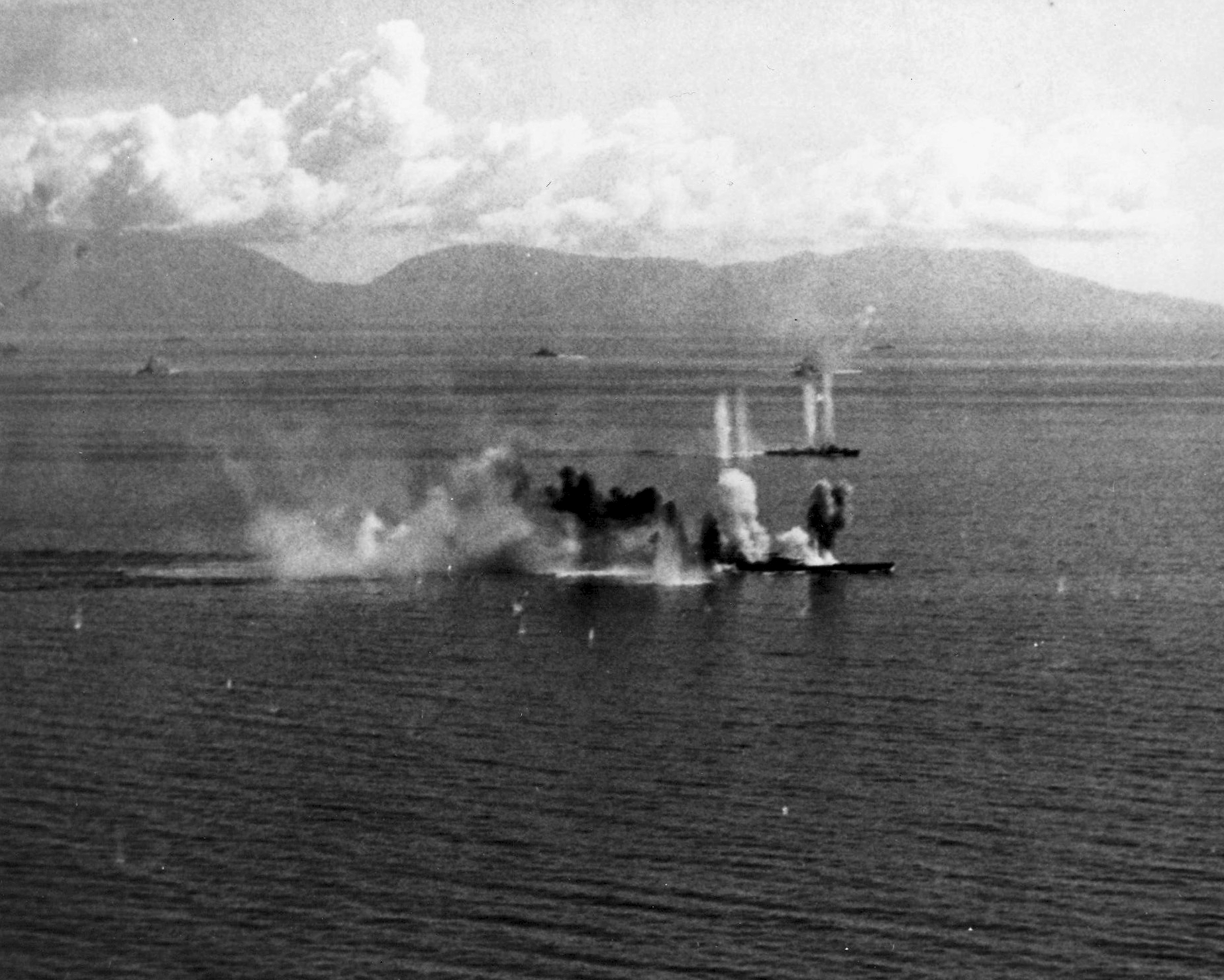
La Musashi sotto attacco durante la Battaglia del mare di Sibuyan, il 24 ottobre 1944.